# Estrada Parque Contorno
Estrada Parque Contorno (DF-001 ou EPCT) é uma rodovia do Distrito Federal brasileiro, sob administração da respectiva unidade federativa. É também denominada Anel Viário de Brasília.

## Características
A DF-001 circunda a bacia hidrográfica do Rio Paranoá, passando pela represa do Lago Paranoá, o Parque Nacional de Brasília e o Jardim Botânico de Brasília. Tem extensão aproximada de 134 km, sendo considerada a rodovia mais extensa do DF.
É o ponto de origem das rodovias radiais que partem do Distrito Federal, ou seja, BR-010/BR-020/BR-030, BR-040/BR-050, BR-060, BR-070 e BR-080 . Também faz entroncamento com a BR-251, uma rodovia transversal do Brasil.
Seu principal trecho fica em Taguatinga, onde a via é duplicada e possui marginais, recebendo os nomes de Pistão Norte e Pistão Sul. Neste trecho a rodovia é rodeada de bares, restaurantes e comércios variados, além de outros locais, como o Taguaparque, parque urbano da região administrativa de Taguatinga, e a Universidade Católica de Brasília.
A rodovia é predominantemente asfaltada, mas possui um pequeno trecho em estrada cascalhada em parte da margem do Parque Nacional de Brasília.